# Nuoto ai campionati europei di nuoto 2016 - 100 metri rana maschili
La gara dei 100 metri rana maschili degli Europei 2016 si è svolta il 16 e il 17 maggio 2016. Il 16 maggio si sono svolte batterie (al mattino) e semifinali (al pomeriggio), mentre la finale nel pomeriggio del giorno seguente.

## Podio
| Pos.    | Atleta           | Nazione     |
| ------- | ---------------- | ----------- |
| Oro     | Adam Peaty       | Regno Unito |
| Argento | Ross Murdoch     | Regno Unito |
| Bronzo  | Giedrius Titenis | Lituania    |

## Record
Prima della manifestazione il record del mondo (RM), il record europeo (EU) e il record dei campionati (RC) erano i seguenti.
| Record mondiale       | 57"92 | Adam Peaty | 17 aprile 2015 Londra  |
| Record europeo        | 57"92 | Adam Peaty | 17 aprile 2015 Londra  |
| Record dei campionati | 58"68 | Adam Peaty | 18 agosto 2014 Berlino |

Durante la competizione sono stati migliorati i seguenti record:
| Data      | Evento | Atleta     | Nazione     | Tempo | Record                |
| --------- | ------ | ---------- | ----------- | ----- | --------------------- |
| 17 maggio | Finale | Adam Peaty | Regno Unito | 58"36 | Record dei campionati |

## Risultati

### Batterie
| Pos. | Batteria | Corsia | Atleta                | Nazionalità   | Tempo   | Note |
| ---- | -------- | ------ | --------------------- | ------------- | ------- | ---- |
| 1    | 7        | 4      | Adam Peaty            | Regno Unito   | 58.94   | Q    |
| 2    | 5        | 4      | Ross Murdoch          | Regno Unito   | 59.91   | Q    |
| 3    | 6        | 4      | Giedrius Titenis      | Lituania      | 59.95   | Q    |
| 4    | 6        | 3      | Damir Dugonjič        | Slovenia      | 1:00.33 | Q    |
| 5    | 7        | 2      | Andrea Toniato        | Italia        | 1:00.41 | Q    |
| 6    | 6        | 5      | Craig Benson          | Regno Unito   | 1:00.63 |      |
| 7    | 5        | 3      | Anton Sveinn McKee    | Islanda       | 1:00.79 | Q    |
| 8    | 5        | 5      | Panagiōtīs Samilidīs  | Grecia        | 1:00.86 | Q    |
| 9    | 6        | 2      | Fabio Scozzoli        | Italia        | 1:01.13 | Q    |
| 10   | 6        | 8      | Peter Stevens         | Slovenia      | 1:01.27 | Q    |
| 11   | 7        | 3      | Giacomo Perez-Dortona | Francia       | 1:01.29 | Q    |
| 12   | 6        | 1      | Valeriy Dymo          | Ucraina       | 1:01.30 | Q    |
| 13   | 7        | 5      | Čaba Silađi           | Serbia        | 1:01.44 | Q    |
| 14   | 7        | 1      | Matti Mattsson        | Finlandia     | 1:01.49 | Q    |
| 15   | 6        | 0      | Gábor Financsek       | Ungheria      | 1:01.51 | Q    |
| 16   | 6        | 6      | Charlie Attwood       | Regno Unito   | 1:01.56 |      |
| 17   | 4        | 4      | Johannes Dietrich     | Austria       | 1:01.57 | Q    |
| 18   | 7        | 6      | Yannick Käser         | Svizzera      | 1:01.59 | Q    |
| 19   | 4        | 0      | Martin Allikvee       | Estonia       | 1'01"60 |      |
| 20   | 5        | 6      | Andrius Šidlauskas    | Lituania      | 1'01"65 |      |
| 20   | 6        | 7      | Erik Persson          | Svezia        | 1'01"65 |      |
| 22   | 5        | 2      | Nicholas Quinn        | Irlanda       | 1'01"69 |      |
| 23   | 3        | 1      | Luchezar Shumkov      | Bulgaria      | 1'01"83 |      |
| 24   | 7        | 0      | Johannes Skagius      | Svezia        | 1'01"84 |      |
| 25   | 5        | 7      | Théo Bussiere         | Francia       | 1'01"85 |      |
| 26   | 4        | 7      | Dávid Horváth         | Ungheria      | 1'02"04 |      |
| 27   | 4        | 2      | Martin Liivamägi      | Estonia       | 1'02"05 |      |
| 28   | 4        | 3      | Demir Atasoy          | Turchia       | 1'02"06 |      |
| 29   | 7        | 7      | Alexander Murphy      | Irlanda       | 1'02"15 |      |
| 30   | 7        | 8      | Dmytro Oseledets      | Ucraina       | 1'02"22 |      |
| 31   | 2        | 4      | Petr Bartůněk         | Rep. Ceca     | 1'02"23 |      |
| 31   | 5        | 1      | Mikhail Dorinov       | Russia        | 1'02"23 |      |
| 33   | 4        | 8      | Kristijan Tomić       | Croazia       | 1'02"26 |      |
| 34   | 7        | 9      | Jonas Coreelman       | Belgio        | 1'02"33 |      |
| 35   | 3        | 0      | Marek Botík           | Slovacchia    | 1'02"57 |      |
| 36   | 3        | 5      | Yaron Shagalov        | Israele       | 1'02"59 |      |
| 37   | 3        | 4      | Iliy Gladishev        | Israele       | 1'02"64 |      |
| 38   | 2        | 7      | Sami Aaltomaa         | Finlandia     | 1'02"65 |      |
| 39   | 6        | 9      | Max Pilger            | Germania      | 1'02"66 |      |
| 40   | 5        | 9      | Martti Aljand         | Estonia       | 1'02"67 |      |
| 41   | 5        | 0      | Sverre Næss           | Norvegia      | 1'02"71 |      |
| 42   | 3        | 8      | Daniils Bobrovs       | Lettonia      | 1'02"86 |      |
| 43   | 2        | 5      | Christopher Rothbauer | Austria       | 1'02"89 |      |
| 44   | 4        | 6      | Patrik Schwarzenbach  | Svizzera      | 1'02"91 |      |
| 45   | 4        | 5      | Eduardo Solaeche      | Spagna        | 1'03"20 |      |
| 46   | 2        | 3      | Jakub Maly            | Austria       | 1'03"23 |      |
| 47   | 2        | 6      | Gal Nevo              | Israele       | 1'03"30 |      |
| 48   | 1        | 4      | Irakli Bolkvadze      | Georgia       | 1'03"41 |      |
| 49   | 2        | 2      | Filipp Provorkov      | Estonia       | 1'03"46 |      |
| 49   | 3        | 3      | Nikolajs Maskaļenko   | Lettonia      | 1'03"46 |      |
| 51   | 3        | 9      | Itay Goldfaden        | Israele       | 1'03"47 |      |
| 52   | 3        | 6      | Martin Schweizer      | Svizzera      | 1'03"49 |      |
| 53   | 2        | 0      | Marko Blaževski       | Macedonia     | 1'03"57 |      |
| 54   | 3        | 2      | Jørgen Bråthen        | Norvegia      | 1'03"73 |      |
| 55   | 3        | 7      | Jolann Bovey          | Svizzera      | 1'03"75 |      |
| 56   | 2        | 9      | Christoph Meier       | Liechtenstein | 1'03"80 |      |
| 57   | 2        | 1      | Berkay Şendikici      | Turchia       | 1'03"98 |      |
| 58   | 1        | 5      | Lyubomir Agov         | Bulgaria      | 1'04"14 |      |
| 59   | 4        | 1      | Dan Sweeney           | Irlanda       | 1'04"76 |      |
| 60   | 1        | 3      | Markos Kalopsidiotis  | Cipro         | 1'04"79 |      |
| 61   | 1        | 6      | Deni Baholli          | Albania       | 1'08"28 |      |

### Semifinali

#### Semifinale 1
| Pos. | Corsia | Atleta                | Nazionalità | Tempo   | Note |
| ---- | ------ | --------------------- | ----------- | ------- | ---- |
| 1    | 4      | Ross Murdoch          | Regno Unito | 59"67   | Q    |
| 2    | 5      | Damir Dugonjič        | Slovenia    | 1'00"06 | Q    |
| 3    | 3      | Anton Sveinn McKee    | Islanda     | 1'00"98 | Q    |
| 4    | 8      | Yannick Käser         | Svizzera    | 1'01"13 | Q    |
| 5    | 6      | Fabio Scozzoli        | Italia      | 1'01"14 |      |
| 6    | 7      | Čaba Silađi           | Serbia      | 1'01"27 |      |
| 7    | 1      | Gábor Financsek       | Ungheria    | 1'01"46 |      |
| 8    | 2      | Giacomo Perez-Dortona | Francia     | 1'01"56 |      |

#### Semifinale 2
| Pos. | Corsia | Atleta               | Nazionalità | Tempo   | Note |
| ---- | ------ | -------------------- | ----------- | ------- | ---- |
| 1    | 4      | Adam Peaty           | Regno Unito | 58"74   | Q    |
| 2    | 5      | Giedrius Titenis     | Lituania    | 59"99   | Q    |
| 3    | 3      | Andrea Toniato       | Italia      | 1'00"48 | Q    |
| 4    | 6      | Panagiōtīs Samilidīs | Grecia      | 1'00"59 | Q    |
| 5    | 1      | Matti Mattsson       | Finlandia   | 1'01"32 |      |
| 6    | 7      | Valeriy Dymo         | Ucraina     | 1'01"41 |      |
| 7    | 2      | Peter Stevens        | Slovenia    | 1'01"53 |      |
| 8    | 8      | Johannes Dietrich    | Austria     | 1'01"65 |      |

### Finale
| Pos. | Corsia | Atleta               | Nazionalità | Tempo   | Note                  |
| ---- | ------ | -------------------- | ----------- | ------- | --------------------- |
|      | 4      | Adam Peaty           | Regno Unito | 58"36   | Record dei campionati |
|      | 5      | Ross Murdoch         | Regno Unito | 59"73   |                       |
|      | 3      | Giedrius Titenis     | Lituania    | 1'00"10 |                       |
| 4    | 2      | Andrea Toniato       | Italia      | 1'00"42 |                       |
| 5    | 7      | Panagiōtīs Samilidīs | Grecia      | 1'00"66 |                       |
| 6    | 6      | Damir Dugonjič       | Slovenia    | 1'00"75 |                       |
| 7    | 1      | Anton Sveinn McKee   | Islanda     | 1'01"29 |                       |
| 8    | 8      | Yannick Käser        | Svizzera    | 1'01"36 |                       |